# Per Brogeland
Per Brogeland (Eidsvoll, 27 gennaio 1953) è un allenatore di calcio ed ex calciatore norvegese.

## Carriera

### Giocatore

#### Club
Brogeland giocò, in carriera, per l'Eidsvold Turn (in due riprese) e per il Lillestrøm.

### Allenatore
Iniziò ad allenare proprio all'Eidsvold Turn, per poi guidare il Kongsvinger (in queste squadre tornò più volte). Fu poi responsabile tecnico al Lillestrøm, al LASK Linz, allo Hønefoss e al Lyn Oslo.
Dal 2010, tornò al Kongsvinger.

## Palmarès

### Giocatore

#### Club
- Campionato norvegese: 1

Lillestrøm: 1977
- Coppa di Norvegia: 1

Lillestrøm: 1977

### Allenatore

#### Individuale
- Allenatore dell'anno del campionato norvegese: 1

1992